# Rafael Lantigua Ciriaco
Rafael Antonio Lantigua Ciriaco (nacido el 19 de septiembre de 1948 en Santo Domingo, República Dominicana) es un médico, académico y diplomático dominicano. Desde enero de 2025 se desempeña como Embajador Extraordinario y Plenipotenciario de la República Dominicana en la República Italiana.

## Formación y trayectoria académica
Obtuvo su doctorado en Medicina en la Universidad Autónoma de Santo Domingo (UASD) y completó su formación en Medicina Interna y Geriatría en Estados Unidos. Desde hace más de cuatro décadas ha trabajado en la Universidad de Columbia (Nueva York), donde es Profesor de Medicina en el Vagelos College of Physicians and Surgeons, Associate Dean for Community Service y Co‑Director del Irving Institute for Clinical and Translational Research.

## Contribuciones médicas
Es autor y coautor de más de 250 artículos revisados por pares sobre geriatría, salud de minorías, políticas de salud pública y medicina traslacional. Ha impulsado iniciativas para fomentar la participación de minorías en estudios clínicos, promover la equidad en salud pública y establecer programas de cooperación académica entre República Dominicana y EE. UU.
En 2018 recibió el Premio “Óscar de la Renta al Emigrante Dominicano Sobresaliente”, distinción que reconoce sus aportes a la comunidad dominicana en Estados Unidos.

## Carrera diplomática
Fue nombrado Embajador de la República Dominicana ante la República Italiana mediante el Decreto Presidencial N.º 20‑25, del 16 de enero de 2025, emitido por el presidente Luis Abinader. Presentó sus cartas credenciales al presidente Sergio Mattarella el 6 de mayo de 2025 en el Palacio del Quirinal. Es sucesor delEmbajador Tony Raful Tejada en el cargo.
Sus líneas de acción como embajador incluyen:
- Reforzar las relaciones diplomáticas y culturales entre República Dominicana e Italia.
- Promover cooperación en salud pública, investigación médica y formación académica.
- Apoyar a la comunidad dominicana en Italia mediante servicios consulares fortalecidos.
- Impulsar el comercio bilateral y atraer inversión italiana hacia sectores clave de República Dominicana (agricultura, biotecnología, farmacéutica, turismo sostenible, industrias creativas).
- Facilitar programas de movilidad académica y proyectos conjuntos entre universidades dominicanas e italianas.

## Vida personal
Está casado y tiene hijos. Es hablante nativo de español, con dominio fluido de inglés y nivel intermedio de italiano.